# Toshiki Kaifu
Toshiki Kaifu (2 de janeiro de 1931 — 9 de janeiro de 2022) foi um político do Japão. Ocupou o lugar de primeiro-ministro do Japão de 9 de agosto de 1989 a 6 de novembro de 1991.

## Morte
Kaifu morreu em 9 de janeiro de 2022, aos 91 anos de idade.